# لارندز لندینگ (آریزونا)
لارندز لندینگ (به انگلیسی: Larneds Landing) یک منطقهٔ مسکونی در ایالات متحده آمریکا است که در آریزونا واقع شده‌است. لارندز لندینگ ۲۲۶ متر بالاتر از سطح دریا واقع شده‌است.